# اویزد و سواتهو کریژه
اویزد و سواتهو کریژه (به چکی: Újezd u Svatého Kříže) یک منطقهٔ مسکونی در جمهوری چک است که در شهرستان روکیتسانی واقع شده‌است.
 اویزد و سواتهو کریژه ۴٫۳۵ کیلومتر مربع مساحت و ۲۳۸ نفر جمعیت دارد و ۴۳۰ متر بالاتر از سطح دریا واقع شده‌است.